# Mario Suárez Mata
Mario Suárez Mata (Alcobendas, 24 de fevereiro de 1987) é um ex-futebolista espanhol que atuava como volante ou zagueiro. Anunciou sua aposentadoria em outubro de 2023, aos 36 anos.

## Títulos
Valladolid
- Segunda Divisão Espanhola: 2006–07

Atlético de Madrid
- Supercopa da UEFA: 2010 e 2012
- Liga Europa da UEFA: 2011–12
- Copa do Rei: 2012–13
- La Liga: 2013–14
- Supercopa da Espanha: 2014

Seleção Espanhola
- Campeonato Europeu Sub-19: 2006

### Outras conquistas
Atlético de Madrid
- Troféu Iberico: 2005
- Troféu Colombino: 2011

Celta de Vigo
- Troféu Memorial Quinocho: 2007 e 2008
- Copa Xunta da Galícia: 2008
- Troféu Cidade de Vigo: 2008